# Civilization VII
Civilization VII (o Sid Meier's Civilization VII) è un videogioco strategico a turni, appartenente alla serie Civilization iniziata da Sid Meier. È stato pubblicato per Windows, PlayStation 4, PlayStation 5, Xbox One, Xbox Series X/S e Nintendo Switch l'11 febbraio 2025 e per Nintendo Switch 2 alla sua data di lancio.
Come per i capitoli precedenti, l'obiettivo del gioco è sviluppare una civiltà e farla diventare potenza mondiale con il passare di diversi millenni e raggiungere una delle diverse condizioni di vittoria, come il dominio militare, la superiorità tecnologica o l'influenza culturale, a discapito delle altre civiltà. I giocatori possono farlo esplorando la mappa, fondando nuove città, ricercando nuove tecnologie, impegnandosi nel commercio, stabilendo alleanze o patti con altri giocatori o conquistando le città degli avversari.

## Modalità di gioco
Civilization VII riporta le modalità di gioco già presenti nei precedenti capitoli, compresi i disastri naturali introdotti nel sesto capitolo, ma introduce anche numerose differenze e caratteristiche inedite. I giocatori possono scegliere leader e civiltà in maniera indipendente, con le civiltà che favoriscono leader con attributi specifici; durante la partita, i leader possono ottenere attributi aggiuntivi. Tra i leader sono presenti non solo capi di stato, ma anche filosofi, capi religiosi e scienziati, come ad esempio Benjamin Franklin. Ogni civiltà è legata a un'epoca specifica, e quando si passa a una nuova epoca, è necessario cambiare civiltà, simile a quanto avviene in Humankind, ma con la differenza che qui non è possibile mantenere la civiltà iniziale fino alla fine. Le epoche sono ora tre: Antichità, Epoca delle Esplorazioni e Modernità, ognuna con alberi tecnologici e sociali unici. Alla fine delle prime due epoche, i giocatori affrontano una crisi in tre fasi, che li costringe a scegliere politiche sociali negative.
La nuova resa delle celle, l'Influenza, è utilizzata per condurre trattati diplomatici con le altre civiltà. I nuovi insediamenti iniziano come Borghi, che donano Oro anziché Produzione, e possono aggiornarsi in città vere e proprie. I Coloni sono divisi in Fondatori, che edificano la capitale della civiltà, e nei susseguenti Coloni, che fondano gli insediamenti successivi. I distretti sono sostituiti da caselle urbane, che vanno poste nei pressi di altre caselle urbane e ottengono una specifica specializzazione in base agli edifici costruiti. Scompaiono i lavoratori, e i miglioramenti delle caselle sono costruiti dalle città e occupano caselle rurali; si ottiene un nuovo miglioramento ogni volta che l'insediamento cresce di popolazione, e le strade sono automaticamente costruite dagli insediamenti.
I barbari e le città-stato sono sostituiti dalle Potenze Indipendenti, che sorgeranno nell'Antichità e possono diventare città-stato a seconda delle interazioni con i giocatori. Ogni civiltà possiede un piccolo albero sociale-tecnologico unico chiamato Maestria, che sblocca benefici specifici chiamati Tradizioni. Le unità militari non ottengono più esperienza né nuove promozioni, tranne le nuove unità Comandante. Le unità navali possono ora attraversare fiumi, e le Meraviglie sono associate a specifiche civiltà, non più costruibili liberamente dai giocatori e dall'IA.

### Civiltà giocabili
Ognuna delle civiltà presenti presenterà un'abilità speciale, due attributi, tre politiche sociali uniche e tre componenti uniche, ovvero un'unità militare, una civile e un'infrastruttura.
| Antichità | Epoca delle Esplorazioni | Modernità |
| --- | --- | --- |
| - Assiri - Axumiti - Cartaginesi - Egiziani - Greci - Han - Khmer - Maurya - Maya - Mississippi - Persiani - Romani - Silla | - Abbasidi - Bulgari - Chola - Dai Viet - Hawaiani - Inca - Majapahit - Ming - Mongoli - Normanni - Shawnee - Songhai - Spagnoli | - Americani - Britannici - Buganda - Francesi - Giapponesi - Messicani - Moghul - Nepalesi - Prussia - Qajar - Qing - Siamesi |

Assiri, Dai Viet, Qajar e Silla sono presenti nel pacchetto Diritto di Governare, mentre Britannici, Bulgari, Cartaginesi e Nepalesi sono presenti nel pacchetto Crocevia del Mondo.

### Leader giocabili
A differenza dei titoli precedenti, i leader, anziché essere legati a una civiltà specifica, possono guidarne una qualsiasi, anche se sono disponibili scelte storiche (per esempio, Hatshepsut può guidare l'Egitto e Axum), permettendo una migliore sinergia in termini di abilità. Inoltre, anziché evolversi e cambiare tra le epoche come fanno le civiltà nel gioco, i leader ora sono "eterni", e possiedono degli attributi che possono essere distinti in Culturale, Diplomatico, Economico, Espansionista, Militarista e Scientifico; a seconda di come si gioca la partita (le tecnologie e politiche sociali sbloccate, le missioni accettate, le meraviglie costruite e le pietre miliari ottenute), si otterranno punti attributi da spendere in qualsiasi categoria.
I leader confermati finora sono Ada Lovelace, Amina di Zaria, Ashoka di Maurya, Ottaviano Augusto, Benjamin Franklin, Carlo Magno, Caterina la Grande, Confucio, Federico il Grande (in versione Barocco e Obliquo), Gengis Khan, Harriet Tubman, Hatshepsut, Himiko (in versione Somma Sciamana e Regina di Wa), Ibn Battuta, Isabella di Castiglia, José Rizal, La Fayette, Lakshmibai, Napoleone Bonaparte (in versione Imperatore e Rivoluzionario), Niccolò Machiavelli, Pachacuti, Serse I (in versione Re dei Re e l'Achemenide), Simón Bolívar, Tecumseh e Trưng Trắc.
Ashoka Rinunciatore del Mondo e Himiko Somma Sciamana sono disponibili con il pacchetto Fondatori; Tecumseh, insieme alla civiltà Shawnee, è disponibile in un apposito pacchetto; Federico il Barocco e Serse l'Achemenide sono presenti nel pacchetto Deluxe; Ada Lovelace e Simón Bolívar sono presenti nel pacchetto Crocevia del Mondo; Gengis Khan e Lakshmibai sono disponibili con il pacchetto Il Diritto di Governare.

## Sviluppo
A febbraio 2023, la Firaxis Games ha annunciato di stare lavorando a un sequel di Civilization VI. A prestare voce alle narrazioni nel gioco è Gwendoline Christie.
Civilization VII è stato annunciato al Summer Game Fest il 7 giugno 2024.

## Edizioni
- Standard Edition: Include il gioco originale.
- Deluxe Edition: Include il gioco originale con accesso anticipato del 6 febbraio, il pacchetto Tecumseh e Shawnee e il pacchetto Crocevia del mondo (2 nuovi leader, 4 nuove civiltà, 4 nuove meraviglie naturali, un bonus cosmetico e molto altro).
- Founders Edition: Include i contenuti della Deluxe Edition, più il pacchetto Il Diritto di Governare (anch'esso 2 nuovi leader, 4 nuove civiltà, 4 nuove meraviglie naturali, un bonus cosmetico e molto altro).
- Collector's Edition: Include l'orologio decorativo "Tempo che passa", una figurina di Scout, la spilla del logo, una moneta della sfida, delle cartoline delle Civiltà e una stampa decorativa di alta qualità. Non include però una copia del gioco.